# Llogarapasset
Llogarapasset (albansk: Qafa e Llogarasë ; græsk: Στενό Λογαρά ) er et højt bjergpas i Ceraunian-bjergene der ligger langs den Albanske Riviera i det sydlige Albanien. Det forbinder Dukatdalen i nord med Himara mod syd. Orikum er den nærmeste by på nordsiden af passet og mod syd er landsbyen Dhërmi nærmest
Llogarapasset er også en del af Llogara Nationalpark, der har et område på 10,1 km2. I november 1912, under Himaraoprøret (en) blev en græsk enhed placeret på Llogara for at forsvare regionen Himara fra osmannisk-albanske angreb fra Vlorë-området. 